# Juan Echanove
Juan Echanove (ur. 1 kwietnia 1961 w Madrycie) – hiszpański aktor filmowy. 

## Życiorys
Sześciokrotnie nominowany do Nagród Goya zdobył dotychczas dwie statuetki: dla najlepszego aktora drugoplanowego za rolę w filmie Boskie słowa (1987) José Luisa Garcíi Sáncheza oraz dla najlepszego aktora za rolę w filmie Madregilda (1993) Francisco Regueiro. Za tę ostatnią kreację zdobył również Srebrną Muszlę dla najlepszego aktora na MFF w San Sebastián.